# Brighter Than the Sun
"Brighter Than the Sun" é uma canção gravada pela cantora americana Colbie Caillat para seu álbum All of You que foi lançada como segundo single de seu álbum. Escrita por Ryan Tedder,Colbie e produzida por Tedder, foi lançada para download digital em 23 de maio de 2011. Musicalmente, trata-se de uma canção alegre, pop, nas quais as letras falam sobre seu relacionamento com o namorado. A música recebeu uma reação positiva pelos críticos , que desfrutaram o estilo brilhante e de verão. A canção tem sido bem sucedida em muitos gráficos da Billboard, incluindo o Billboard Hot 100, onde a música chegou a ocupar a 47º posição e na Billboard Adult Pop Songs onde ela tem sido um enorme sucesso, chegando a 2ª posição, 4ª posição na Billboard Adult Contemporary.

## Composição e Produção
A canção foi composta por ela mesma e pelo vocalista do OneRepublic, Ryan Tedder, e produzida por Tedder. É o segundo single a partir de seu álbum de estúdio All of You. "Eu normalmente gosto de começar meus álbuns, facilitando meu caminho", disse Caillat ao falar sobre sua decisão de colocar seu novo single no topo do All of You à lista faixas. "Mas 'mais brilhante que o Sol tem um soco. É tão up-tempo e feliz. Meu empresário realmente solicitado que ser o número 1, e ele estava certo. Essa música é incrível, porque ele recebe as pessoas que começaram de imediato e os interessados em que está próximo. Um instrumento diferente leva em cada parte da música. Ela nunca permanece a mesma, o que mantém os ouvintes que querem ouvir o que está próximo. "Caillat diz que escreveu todas as faixas todos vocês sobre seu relacionamento com Justin Young, que toca guitarra em sua banda. "Ele estava na minha banda durante dois anos antes percebemos que gostamos um do outro", observa ela. "Eu escrevi a maior parte deste álbum sobre nós, nossos altos e baixos".

## Videoclipe
Um teaser do videoclipe da música foi lançado em 13 de junho de 2011. O vídeo foi filmado na Playa Del Rey adequadamente ensolarado comunidade costeira de Los Angeles. A produção é inspirada nas cenas da natureza, como flores, frutas e uma cama cheio de grama verde. O vídeo estreou no dia 30 de junho de 2011. No vídeo, Colbie aparece cercado por seu círculo de amigos. Em seguida, uma samambaia verde fica a 10 segundos close-up, seguido de um tiro apertado das mãos de Colbie plantio de folhas de grama. Colbie continua a rodopiar na frente de sua árvore de laranja e revela o seu swing, até uma festa de dança é produzido. Jenna Hally Rubenstein da MTVdisse sarcasticamente que o vídeo é "mais quente do partido, ambientalmente mais consciente do verão até agora".

## Desempenho comercial
| Parada (2011)                            | Melhor posição |
| ---------------------------------------- | -------------- |
| Alemanha - German Airplay Chart          | 44             |
| Áustria - Austrian Singles Chart         | 31             |
| Canadá - Canadian Hot 100                | 65             |
| Coreia do Sul - Gaon Chart               | 67             |
| Estados Unidos - Billboard Hot 100       | 47             |
| Estados Unidos - Billboard Digital Songs | 42             |
| Estados Unidos - Billboard Radio Songs   | 38             |
| Estados Unidos - Billboard Pop Songs     | 33             |
| Estados Unidos - Adult Pop Songs         | 2              |
| Estados Unidos - Adult Contemporary      | 1              |
| Japão - Japan Hot 100                    | 77             |
| Suíça - Swiss Music Charts               | 55             |

| País           | Associação | Certificação | Vendas    |
| -------------- | ---------- | ------------ | --------- |
| Estados Unidos | RIAA       | Platina      | 1,000,000 |

## Usos na Mídia
- A música tem sido destaque em comerciais de TV do 2012 Universal, Working Title, family film e Big Miracle.
- "Brighter Than the Sun" vendo sendo apresentado em 2011 nos anúncios da Pantene.
- No Brasil, a canção faz parte da trilha sonora internacional da telenovela da Rede Globo, Fina Estampa.[carece de fontes?]
- Ela também foi apresentada em um dos trailers do filme The Help (filme).
- A canção foi apresentada brevemente em um comercial da Minnesota na estação de rádio KS95.